# Thiago Rodrigues da Silva
Thiago Rodrigues da Silva (Río de Janeiro, 6 de enero de 1996), conocido como Mosquito, es un futbolista brasileño que juega como delantero en el Villa Nova AC, del Campeonato Mineiro, la primera división del estado de Minas Gerais, Brasil.
En 2011 Mosquito ya había jugado en la sub-17 del equipo Vasco da Gama. Un año más tarde se trasladó a Macae. En 2013 fue cedido a préstamo al Atlético Paranaense, donde tuvo una buena temporada en el equipo juvenil del club en 2014 y fue comprado a Macaé. Su debut con Atlético Paranaense se concretó el 6 de febrero del año 2014 en un partido por la Copa Libertadores contra el club Sporting Cristal peruano.

## Clubes
| Club                | País      | Año         |
| ------------------- | --------- | ----------- |
| Vasco da Gama       | Brasil    | 2011        |
| Macaé (Cedido)      | Brasil    | 2012 - 2013 |
| Atlético Paranaense | Brasil    | 2014 - 2015 |
| Deportivo Maldonado | Uruguay   | 2015        |
| Vasco da Gama       | Brasil    | 2015        |
| Llagostera          | España    | 2015 - 2016 |
| Boavista            | Brasil    | 2016 - 2017 |
| Arsenal             | Argentina | 2017        |
| Deportivo Maldonado | Uruguay   | 2018 - 2022 |
| Villa Nova AC       | Brasil    | 2022 -      |

### Estadísticas
| Club                         | Temporada           | Liga | Liga | Campeonato Estatal | Campeonato Estatal | Copa Nacional | Copa Nacional | Copa Internacional | Copa Internacional | Total | Total |
| Club                         | Temporada           | PJ   | G    | PJ                 | G                  | PJ            | G             | PJ                 | G                  | PJ    | G     |
| ---------------------------- | ------------------- | ---- | ---- | ------------------ | ------------------ | ------------- | ------------- | ------------------ | ------------------ | ----- | ----- |
| Vasco da Gama · Brasil       |                     |      |      |                    |                    |               |               |                    |                    |       |       |
| 2011                         | 0                   | 0    | -    | -                  | -                  | -             | -             | -                  | 0                  | 0     |       |
| 2015                         | 0                   | 0    | 1    | 0                  | 1                  | 0             | -             | -                  | 2                  | 0     |       |
| Total                        | 0                   | 0    | 1    | 0                  | 1                  | 0             | -             | -                  | 2                  | 0     |       |
| Macaé · Brasil               |                     |      |      |                    |                    |               |               |                    |                    |       |       |
| 2012                         | 0                   | 0    | -    | -                  | -                  | -             | -             | -                  | 0                  | 0     |       |
| 2013                         | 0                   | 0    | -    | -                  | -                  | -             | -             | -                  | 0                  | 0     |       |
| Total                        | 0                   | 0    | -    | -                  | -                  | -             | -             | -                  | 0                  | 0     |       |
| Atlético Paranaense · Brasil |                     |      |      |                    |                    |               |               |                    |                    |       |       |
| 2014                         | 11                  | 1    | 1    | 1                  | 1                  | 0             | 3             | 0                  | 16                 | 2     |       |
| 2016                         | 0                   | 0    | -    | -                  | -                  | -             | -             | -                  | 0                  | 0     |       |
| Total                        | 11                  | 1    | 1    | 1                  | 1                  | 0             | 3             | 0                  | 16                 | 2     |       |
| Llagostera · España          |                     |      |      |                    |                    |               |               |                    |                    |       |       |
| 2015-16                      | 3                   | 0    | -    | -                  | 3                  | 1             | -             | -                  | 6                  | 1     |       |
| Total                        | 3                   | 0    | -    | -                  | 3                  | 1             | -             | -                  | 6                  | 1     |       |
| Boavista · Brasil            |                     |      |      |                    |                    |               |               |                    |                    |       |       |
| 2017                         | 0                   | 0    | 11   | 2                  | 3                  | 0             | -             | -                  | 14                 | 2     |       |
| Total                        | 0                   | 0    | 11   | 2                  | 3                  | 0             | -             | -                  | 14                 | 2     |       |
| Arsenal Argentina            |                     |      |      |                    |                    |               |               |                    |                    |       |       |
| 2017-18                      | 7                   | 1    | -    | -                  | -                  | -             | -             | -                  | 7                  | 1     |       |
| Total                        | 7                   | 1    | -    | -                  | -                  | -             | -             | -                  | 7                  | 1     |       |
| Total en su carrera          | Total en su carrera | 21   | 2    | 13                 | 3                  | 8             | 1             | 3                  | 0                  | 45    | 6     |

## Selección nacional
En el año 2011 participó en el Campeonato Sudamericano para menores de 15 años.
Durante el partido contra Bolivia anotó cinco goles en el 6-1 final, y durante la fase final ante Argentina anotó dos goles en la victoria por 3 a 2, en el siguiente partido marcó dos goles más contra Colombia. En el último encuentro de la final contra Uruguay, marcó el gol final de su equipo, llevando un total de 11 goles en 6 partidos.
Al final de la competencia, recibió el premio al mejor jugador y máximo goleador.

### Participaciones con la Juvenil
| Torneo                    | Sede                   | Resultado        | Partidos | Goles |
| ------------------------- | ---------------------- | ---------------- | -------- | ----- |
| Sudamericano Sub-15 2011  | Uruguay                | Campeón          | 6        | 11    |
| Sudamericano Sub-17 2013  | Argentina              | Tercer lugar     | 4        | 2     |
| Copa Mundial Sub-17 2013  | Emiratos Árabes Unidos | Cuartos de final | 5        | 4     |
| Esperanzas de Toulon 2014 | Francia                | Campeón          | 2        | 1     |

#### Estadísticas con el Seleccionado
| Selección              | Año           | Amistosos | Amistosos | Copa América | Copa América | Copa Mundial | Copa Mundial | Copa Confederaciones | Copa Confederaciones | Eliminatorias | Eliminatorias | JJ.OO. | JJ.OO. | Total | Total |
| Selección              | Año           | Part.     | Goles     | Part.        | Goles        | Part.        | Goles        | Part.                | Goles                | Part.         | Goles         | Part.  | Goles  | Part. | Goles |
| ---------------------- | ------------- | --------- | --------- | ------------ | ------------ | ------------ | ------------ | -------------------- | -------------------- | ------------- | ------------- | ------ | ------ | ----- | ----- |
| Brasil Sub-15 · Brasil |               |           |           |              |              |              |              |                      |                      |               |               |        |        |       |       |
| 2011                   | 1             | 1         | 6         | 11           | -            | -            | -            | -                    | -                    | -             | -             | -      | 7      | 12    |       |
| Total                  | 1             | 1         | 6         | 11           | -            | -            | -            | -                    | -                    | -             | -             | -      | 7      | 12    |       |
| Brasil Sub-17 · Brasil |               |           |           |              |              |              |              |                      |                      |               |               |        |        |       |       |
| 2013                   | 0             | 0         | 4         | 2            | 5            | 4            | -            | -                    | -                    | -             | -             | -      | 9      | 6     |       |
| Total                  | 0             | 0         | 4         | 2            | 5            | 4            | -            | -                    | -                    | -             | -             | -      | 9      | 6     |       |
| Brasil Sub-21 · Brasil |               |           |           |              |              |              |              |                      |                      |               |               |        |        |       |       |
| 2014                   | 2             | 1         | -         | -            | -            | -            | -            | -                    | -                    | -             | -             | -      | 2      | 1     |       |
| Total                  | 2             | 1         | -         | -            | -            | -            | -            | -                    | -                    | -             | -             | -      | 2      | 1     |       |
| Total carrera          | Total carrera | 3         | 2         | 10           | 13           | 5            | 4            | -                    | -                    | -             | -             | -      | -      | 18    | 19    |

## Palmarés

### Torneos regionales
| Torneo             | Club          | Año  |
| ------------------ | ------------- | ---- |
| Campeonato Carioca | Vasco da Gama | 2015 |

### Torneos internacionales
| Torneo                      | Sede    | Año  |
| --------------------------- | ------- | ---- |
| Sudamericano Sub-15 2011    | Uruguay | 2011 |
| Torneo Esperanzas de Toulon | Francia | 2014 |